# Croixanvec
Croixanvec era una comuna francesa que estaba situada en el departamento de Morbihan, de la región de Bretaña, que el 1 de enero de 2022 pasó a formar parte de la comuna nueva de Saint-Gérand-Croixanvec como comuna delegada.

## Demografía
| Gráfica de evolución demográfica de Croixanvec entre 1800 y 2018 |
|                                                                  |

Los datos demográficos contemplados en este gráfico de la comuna de Croixanvec se han cogido de 1800 a 1999 de la página francesa EHESS/Cassini, y los demás datos de la página del INSEE.